# The Good-for-Nothing
The Good-for-Nothing è un film muto del 1914 diretto e interpretato da Gilbert M. 'Broncho Billy' Anderson, remake di The Black Sheep, un film che Anderson aveva diretto nel 1909.
Nel 1917 fu girato un film con lo stesso titolo, diretto da Carlyle Blackwell

## Produzione
Il film fu prodotto dalla Essanay Film Manufacturing Company. Venne girato a Niles. Gilbert M. 'Broncho Billy' Anderson, fondatore della casa di produzione Essanay (che aveva la sua sede a Chicago), aveva individuato nella cittadina californiana di Niles il luogo ideale per trasferirvi una sede distaccata della casa madre. Niles diventò, così, il set dei numerosi western prodotti da Anderson.

## Distribuzione
Distribuito dalla General Film Company, il film - della durata di una quarantina di minuti - uscì nelle sale cinematografiche USA l'8 giugno 1914.